# Oncaglossum pringlei
Oncaglossum pringlei är en strävbladig växtart som först beskrevs av Jesse More Greenman, och fick sitt nu gällande namn av Sutor och Yacute. Oncaglossum pringlei ingår i släktet Oncaglossum och familjen strävbladiga växter. Inga underarter finns listade i Catalogue of Life.